# Mandolin Orange
Mandolin Orange est un duo de folk americana bluegrass originaire de Chapel Hill, en Caroline du Nord. 

## Historique
Le groupe se forme en 2009, à Chapel Hill, en Caroline du Nord ; il se compose de l'auteur-compositeur Andrew Marlin (chant, mandoline, guitare, banjo) et de la musicienne Emily Frantz (chant, violon, guitare). Ils se rencontrent à une jam session, alors que cette dernière est encore étudiante en violon,. Mandolin Orange a réalisé six albums, composés de morceaux écrits par Andrew Marlin. Leur musique s'inscrit dans la folk, la country, la bluegrass, l'americana et la south gospel. En 2017, le duo a fait une tournée à travers les États-Unis et l'Europe, et jouait dans des festivals majeurs de la culture bluegrass-country. 
Ils sont depuis 2013 au label Yep Roc Records, où ils ont produit quatre albums : This Side of Jordan, Such Jubilee, Blindfaller et Tides of a Teardrop.
En 2021, nourri par le temps de réflexion des confinement liés à la pandémie de COVID-19, le groupe est renommé "Watchhouse", un changement de nom qui veut représenter un nouveau départ. 

## Discographie
Label 
- Quiet Little Room (2010)
- Haste Make / Hard Hearted Stranger (2011)
- This Side of Jordan (2013)
- Such Jubilee (2015)
- Blindfaller (septembre 2016)
- Tides of a Teardrop (février 2019)

Label Tiptoe Tiger Music
- Watchhouse (août 2021)